# Groo the Wanderer
Groo the Wanderer és un personatge de ficció de còmic d'una sèrie de còmics de comèdia i fantasia inventat, escrit i dibuixat i entintat per en Sergio Aragonés, reescrit i coguionitzat des de principis de la dècada de 1980 per en Mark Evanier, retolat per l'Stan Sakai, i acolorit per en Tom Luth. Destaca per tenir la propietat del còmic en Sergio Aragonés contràriament al que és habitual als EUA on els drets sempre els tenen les editorials i això ha fet que al larg de les dècades sigui editat per Pacific Comics, Eclipse Comics (un número especial), Marvel Comics (dintre d'Epic Comics), Image Comics i Dark Horse Comics.

## Ambientació
Les aventures de Groo transcorren en un entorn que generalment s'assembla a l'Europa medieval, tot i que els seus viatges també l'han portat a llocs que s'assemblen a Àfrica, Indonèsia, Japó, Orient Mitjà i entre altres llocs. A més de la flora i la fauna habituals, de tant en tant apareixen dracs i altres criatures llegendàries, i diverses cultures utilitzen criatures semblants a dinosaures com a bèsties de càrrega. Al llarg dels anys, Groo també s'ha trobat amb diverses cultures "no humanes" com ara els Kalelis i els Drazil. La moneda emprada en aquest món sol ser el Kopin.
Tot i que moltes tecnologies i pobles de Groo semblen antigues, també es poden trobar innovacions més modernes, com ara la impremta.

## Personatges
- El capità Ahax, qui després de perdre molts vaixells sota el seu comandament, s'ha convertit en savi de l'efecte que té en Groo en ells, tot i que no sap com parar-lo.
- Arba i Dakarba, una parella de bruixes que han patit molt en els diferents enfrontaments contra en Groo. Han estat desposseïdes repetidament dels seus poders aper culpa seva. Els seus noms, quan s'ajunten, escriuen "abra-kadabra" al revés.
- Arcadio, un guapo guerrer amb una barbeta especialment pronunciada, considerat el més gran heroi del seu temps, sobretot per ell mateix. Sovint ha reclutat a Groo com el seu vassall i, tot i que Groo ha tingut èxit en les seves missions una vegada darrere l'altra, Arcadio sempre obté el crèdit.
- Chakaal, una bella guerrera, i l'igual de bona amb les espases com en Groo. Chakaal també és forta, noble i savia, i Groo està bojament enamorat d'ella. És tan coneguda com a heroi i guerrera hàbil com en Groo per ser un desastre ambulant, i recorre la terra buscant persones que necessiten la seva ajuda. Tot i que respecta les habilitats de Groo com a guerrer, la Chakaal és massa conscient de la seva incompetència en altres àmbits, així com de la seva estupidesa general i manca de gràcies socials, i troba Groo en el millor dels casos tolerable quan necessita la seva espasa, i menyspreable.
- Granny Groo, l'àvia gitana d'en Groo. Sovint intenta utilitzar el seu net per ajudar-la en els seus esquemes de guanyar diners, però invariablement li acaba sortint malament.
- Grativo el Mag, sovint castiga Arba i Dakarba pels seus fracassos.
- Grooella, la germana d'en Groo. Tot i que s'assembla molt al seu germà, tots dos són totalment diferents: Grooella és una reina. No obstant això, la seva dependència ocasional del seu germà per a l'ajuda ha suposat un desastre cada vegada, i ella el menysprea. Grooella tenia els cabells rossos, llargs i bonics de petita, però un dels "jocs" de Groo (que gairebé sempre acabava amb la lesió d'almenys un altre nen) el va danyar de manera que es va tornar negre i encrespat.
- El ministrer, un bufó que en comptes de parla canta exclusivament en cobles rimats. Sovint li agrada cantar les gestes d'en Groo, però aquest poques vegades aprecia les seves descripcions poc afavoridores de la seva equivocació. Un aspecte inusual del joglar és que el cap del seu llaüt esculpit amb ornamentació difereix en cada panell en què apareix. El Joglar va aparèixer poques vegades en números posteriors, per la dificultat de crear el seu diàleg.
- Pal i Drumm, dos estafadors. El diminut Pal sempre busca diners fàcils, però el seu enorme company Drumm no és gaire brillant. Els seus tractes amb en Groo sovint els han deixat en problemes amb la gent que estafaven. Els seus noms són un joc de palíndrom.
- Pipil Khan, un conqueridor baixet i temperat que parla com Elmer Fudd. Considera correctament en Groo com la causa de molts dels seus posteriors intents de conquesta que van acabar amb un desastre, però no havent conegut mai l'home personalment, s'imagina que en Groo és una figura molt més imponent del que és en realitat. Quan finalment coneix l'home real que ha perseguit els darrers anys de la seva vida, el xoc el mata.
- Rufferto, el gos de Groo i company inseparable. Rufferto va fugir de la seva avorrida vida com a mascota reial mimada per buscar aventures. Als ulls de Rufferto, Groo és un heroi i un geni tàctic. Inicialment, Groo va veure en Rufferto com un àpat potencial, però finalment va arribar a considerar-lo com el seu fidel company. Amb en Groo també pot pujar amb seguretat a un vaixell en presència de Rufferto. El seu coll és immensament valuós.
- El savi, un home savi i vell que no sol estar mai lluny d'en Groo. El savi sovint l'intenta donar un bon consell, però l'estupidesa d'en Groo fa que el consell s'interpreti malament i només empitjori les situacions. El savi mai no està sense el seu gos Mulch. El savi coneix a Groo des de la infància i sovint explica els seus contes per a tots els que estan disposats a escoltar-los. A part d'en Rufferto, el savi és l'únic personatge del Groonivers que realment considera a Groo com un amic.[2][3]
- Taranto, un general corrupte que en Groo ha tirat per terra diverses vegades els seus plans de glòria. Està obsessionat amb matar-lo. Groo mai pot recordar si és amic d'en Tàrent o si aquest el vol matar-lo.
- Weaver i Scribe, un autor d'èxit i els seus amanuenses, que s'assemblen sospitosament a Evanier i Sakai.
- La bruixa de Kaan, una vella bruja excèntrica que sempre té una poció preparada per a qualsevol que la visiti.